# Kuuttoniemi
Kuuttoniemi är en udde i Finland. Den ligger i Nådendal i landskapet Egentliga Finland, i den sydvästra delen av landet, 180 km väster om huvudstaden Helsingfors.
Terrängen inåt land är mycket platt. Havet är nära Kuuttoniemi åt sydväst. Runt Kuuttoniemi är det ganska glesbefolkat, med 29 invånare per kvadratkilometer. Närmaste större samhälle är Nådendal, 13,8 km öster om Kuuttoniemi. I omgivningarna runt Kuuttoniemi växer i huvudsak barrskog.